# Expulsió del Jardí de l'Edèn
L'Expulsió del Jardí de l'Edèn és una obra del pintor estatunidenc Thomas Cole, datada a l'any 1828.

## Tema de l'obra
El Jardí de l'Edèn i la posterior Expulsió del Jardí de l'Edèn, són episodis cabdals del Pentateuc. Estan narrats en el Gènesi［Gn 2:9］［Gn 2:16-17］［Gn 3:24］
L'any 1828, Thomas Cole va realitzar dues obres sobre aquest tema: El jardín del Edèn (Amon Carter Museum, Fort Worth) i aquesta Expulsiò del jardín del Edèn. Ambdós llenços van ésser presentats a l'exposició anual de la National Academy of Design, a Nova York. Segons va manifestar a un amic seu, aquestes obres eren uns «intents d'assolir un estil més elevat que el de la pintura que he practicat fins ara», referint-se al concepte clàssic de la jerarquia de gèneres, que donava més importància a la pintura d'història, religiosa o mitològica, que al retrat pictòric, la pintura de paisatge, o la natura morta.

## Anàlisi de l'obra
Oli sobre llenç; 100,96 x 138,43 cm.; 1848; Museu de Belles Arts de Boston
Tradicionalment en l'art, les figures d'Adam i d'Eva són el punt focal, i les seves figures transmeten llur desesperació. Però aquest llenç està dividit en dues parts per una formació rocosa, que forma una gegantina porta d'entrada al Jardí de l'Edèn, en una forma similar a un arc gòtic. A través d'aquesta porta, uns raigs de llum semblen propulsar les minúscules figures d'Adam i Eva, que tenen relativament poca importància, tot i llurs postures, amb les mans cobrint llurs cares. Però és a través del paisatge com Cole transmet veritablement la seva desesperació. Utilitzant-lo, Cole contrasta el Paradís amb el Món exterior.
El Paradís implica la resplendor, és una font de llum i alegría. És vibrant, ple de vida amb una flora exuberant i uns cels blaus, que contrasten amb la resta de la composició. Més enllà del Paradís hi ha el Món exterior, vers el qual Adam i Eva són expulsats per raigs brillants de llum -que probablement simbolitzen Déu- a través d'un pont natural, per sobre d'una cascada. Cole pinta un Món exterior fosc i ominós, amb colors saturats de negre, augmentats amb vermells, taronges i marrons. Cole hi representa arbres en descomposició, amb un llop o hiena devorant un cérvol, al cantó inferior esquerre, sobre el qual vola un voltor, esperant per tal d'escorcollar un cadàver. El volcà en erupció en el rerafons, implica la imatge d'un sublim l'apocalíptic, que simbolitza la ira divina pel Pecat original.